# Песочное (озеро, Московская область)
Песо́чное — пресное озеро в городском округе Коломна на юге Московской области России. Находится в левобережной пойме Оки, в 0,5 км к югу от города Озёры. Представляет собой старицу Оки. Занимает 21 место среди озёр области по площади.
Форма озера сильно вытянута в широтном направлении, береговая линия слабо изрезана. Находится на высоте 107,4 метра над уровнем моря. Площадь озера — 0,8 км². Длина — около 4 км, ширина колеблется в пределах 200-300 м. Максимальная глубина — 4 м, однако существует тенденция к обмелению.  
Притоков и островов не имеет. Также отсутствует сток в Оку, хотя в половодье бывают перетоки. Берега низкие, безлесные, песчаные, местами встречается ивняк. Служит резервным водоёмом для полива полей.
Озеро богато рыбой. В нём обитают лещ, линь, плотва, язь, а также судак и щука. Характерны зимние заморы.
Код водного объекта в государственном водном реестре — 09010101911199000000010.